# Sari (Kleidung)

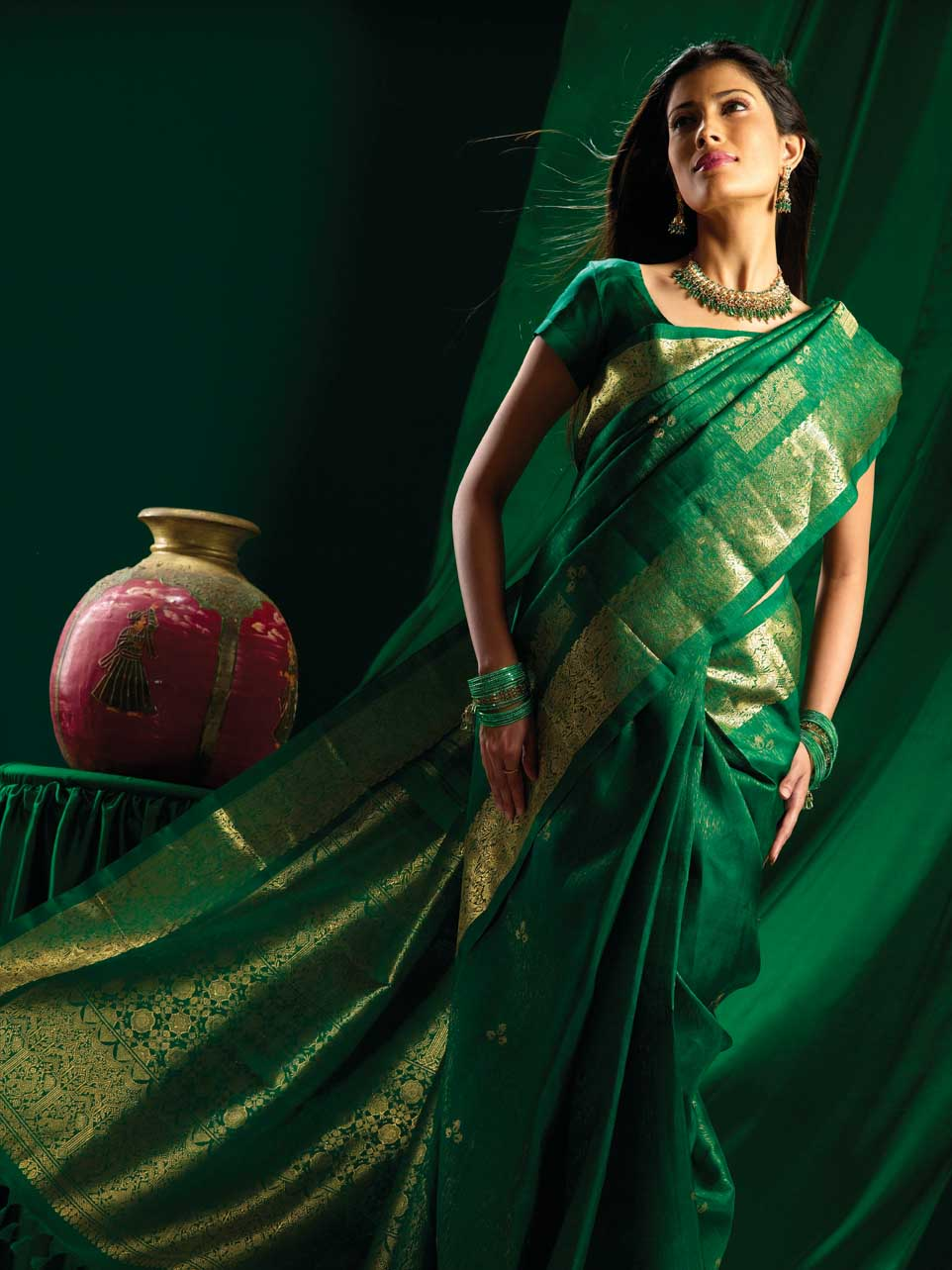
Festtags-Sari mit Brokatstickereien

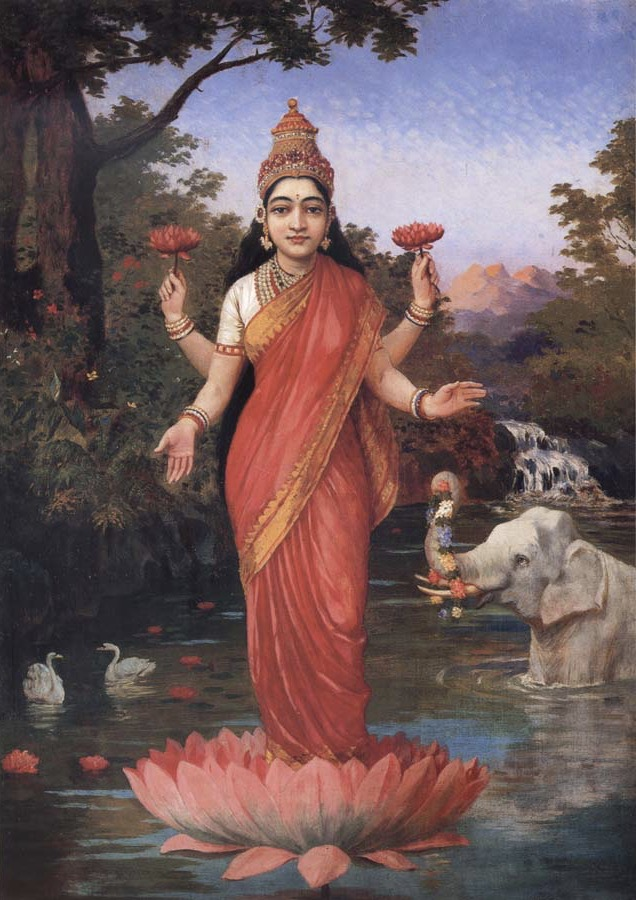
Göttin Lakshmi in einem Sari (Gemälde um 1900)

Der in Südasien beheimatete Sari (Hindi, f., साड़ी, sāṛī, englisch auch saree) ist ein ungenähter Wickelrock mit einseitigem Schulterüberwurf für Frauen. Der Sari ist ein Beispiel für ein traditionelles Kleidungsstück (Tracht), das in Indien, Sri Lanka, Bangladesch, Nepal und auch in einigen Gebieten Pakistans sehr oft im Alltag getragen wird; daneben gibt es auch Festtags-Saris. Es gibt zahlreiche Varianten, einen Sari zu tragen; diese unterscheiden sich in Abhängigkeit vom jeweiligen Kulturraum, so dass man die Herkunft der Trägerin auch an der Art und Weise des Tragens der Kleidung erkennen kann. In Gujarat beispielsweise hängt das Ende des Saris nicht hinten herunter, sondern vorne. Daneben gibt es auch Tragemoden, die dem Wandel der Zeit unterliegen (siehe Lehanga).

## Beschreibung
Der Sari besteht aus einem ca. 0,80–1,20 m breiten und ca. 5–6 m (in Extremfällen bis zu 9 m) langen, längsrechteckig gewebten und vor allem nahtlosen Tuch, das an den Seiten und/oder an den Enden oft eine mehr oder weniger breite Schmuckborte von anderer Farbe aufweist. Diese Stoffbahn kann man grundsätzlich in drei Zonen unterteilen, den Paluv (auch Pallu), das zumeist über die linke Schulter geworfene Schulterstück, das am dekorativsten gestaltet ist, dann den Korpus (Rock) des Saris, der sowohl schlicht als auch sehr dekorreich ausgeführt sein kann, und die abschließende Schmuckborte am Saum.
In früherer Zeit war die meist aus weißem Baumwollstoff (siehe Ordenstracht der Missionarinnen der Nächstenliebe) gefertigte Stoffbahn das einzige Kleidungsstück der Frauen. Heute wird darunter manchmal ein Unterrock getragen; der Oberkörper ist durch ein enges meist kurzärmeliges und bauchfreies, vorne zugeknöpftes Leibchen namens Choli (चोली, colī) vor Blicken geschützt. Beides sind jedoch in der Hauptsache neuzeitliche Traditionen und gehen – abgesehen von einigen wenigen frühen indischen Beispielen – sehr wahrscheinlich auf arabische, aber auch europäische, vornehmlich britische, Einflüsse bzw. Anordnungen zurück. Bei einigen (halb)transparenten Festtags-Saris wird der Choli seit den letzten Jahrzehnten des 20. Jahrhunderts deutlich verkleinert oder durch einen – natürlich schulterfreien – BH ersetzt.

## Material
Traditionell werden Saris aus Baumwolle hergestellt, da dieser Stoff vergleichsweise günstig und leicht zu produzieren ist. Saris für festliche Anlässe oder hochgestellte Persönlichkeiten werden jedoch traditionell auch aus Seide hergestellt, deren Herstellung wesentlich aufwändiger und teurer ist. Wegen der hohen Kosten des Stoffes werden Seiden-Saris hauptsächlich von Frauen der wohlhabenden Mittelschicht und der Oberschicht getragen. Saris werden heute oft in Massenproduktion aus einer Mischung des synthetischen Stoffes Polyester mit Baumwolle und/oder Seide hergestellt.

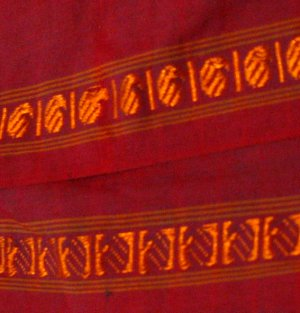
Mango-Borte
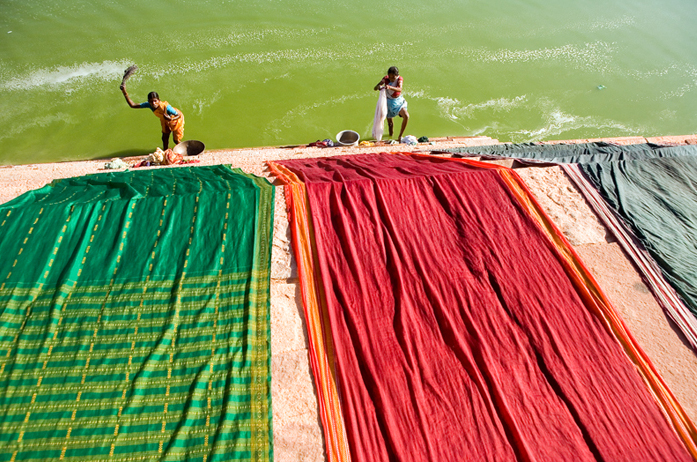
Wäsche von Saris
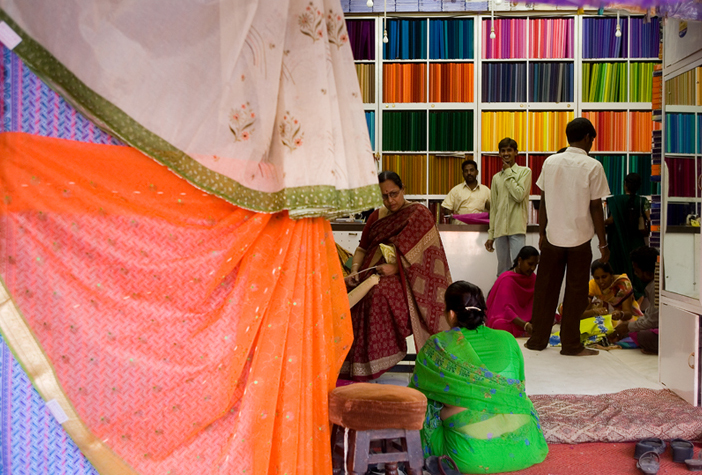
Sarigeschäft

## Sonstiges
- Sari-Hautkrebs. Eine seltene Form von Hautkrebs, die durch ständige Hautreizungen durch den Sari an den Hüften der Trägerinnen ausgelöst wird.
- Pink Saris. Ein Dokumentarfilm von Kim Longinotto über die Arbeit der indischen Aktivistin Sampat Pal Devi und der so genannten Gulabi Gang im nordindischen Bundesstaat Uttar Pradesh.

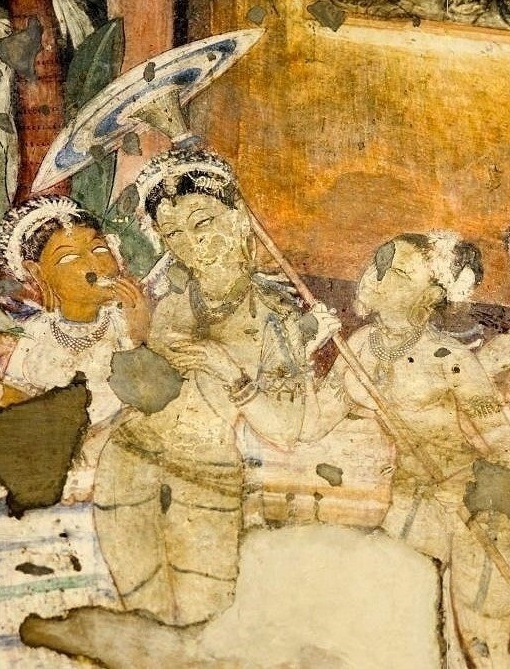
Herrin und zwei Dienerinnen in Höhle 1 von Ajanta (um 400 n. Chr.)